# Campionati asiatici di pugilato dilettanti 2019
I Campionati asiatici di pugilato dilettanti maschili 2019 si sono svolti a Bangkok, in Thailandia, dal 17 al 27 aprile 2019. È stata la 30ª edizione della competizione biennale organizzata dall'organismo di governo asiatico del pugilato dilettantistico, ASBC.

## Risultati
| Categoria                   | Oro | Argento | Bronzo |
| Pesi mosca leggeri (kg 49)  |     |         |        |
| Pesi mosca (kg 52)          |     |         |        |
| Pesi gallo (kg 56)          |     |         |        |
| Pesi leggeri (kg 60)        |     |         |        |
| Pesi superleggeri (kg 64)   |     |         |        |
| Pesi welter (kg 69)         |     |         |        |
| Pesi medi (kg 75)           |     |         |        |
| Pesi mediomassimi (kg 81)   |     |         |        |
| Pesi massimi (kg 91)        |     |         |        |
| Pesi supermassimi (kg 91 +) |     |         |        |